# 34854 Paquifrutos
34854 Paquifrutos è un asteroide della fascia principale. Scoperto nel 2001, presenta un'orbita caratterizzata da un semiasse maggiore pari a 3,1388211 au e da un'eccentricità di 0,2015091, inclinata di 16,32695° rispetto all'eclittica.
Dal 27 aprile al 26 maggio 2002, quando 37608 Löns ricevette la denominazione ufficiale, è stato l'asteroide denominato con il più alto numero ordinale. Prima della sua denominazione, il primato era di 32569 Deming.
L'asteroide è dedicato a Paqui Frutos Frutos, moglie dello scopritore.